# LSV Richthofen Schweidnitz
LSV Richthofen Schweidnitz – niemiecki klub piłkarski z siedzibą w mieście Schweidnitz (obecnie Świdnica w Polsce), działający w latach 1941–1943.

## Historia
Klub LSV Richthofen Schweidnitz został założony w 1941 roku i został nazwany na cześć byłego pilota myśliwca Manfreda von Richthofena. W sezonie 1941/42 zespół startował w 1.klasie ligi okręgowej Niederschlesien. Został zakwalifikowany do grupy Bergland i już w pierwszym sezonie zajął pierwsze miejsce w tabeli z bilansem 26:2. Dzięki temu zespół awansował do rundy barażowej, a następnie zajął drugie miejsce z bilansem 7:5. Dzięki temu miejscu klubowi udało się w przyszłym sezonie awansować do najwyższej wówczas klasy piłkarskiej Gauliga Niederschlesien. W tym sezonie po 18 rozegranych meczach zespół z bilansem 19:17 punktów zajął czwarte miejsce w tabeli.
W 1943 roku LSV Richthofen Schweidnitz połączono z DSV Schweidnitz, tworząc DSVgg 1911 Schweidnitz.
Klub przestał istnieć.

## Sukcesy
- wicemistrz Niederschlesien: 1941/42